# Tachár
Provincie Tachár (persky ولایت تخار‎, paštunsky د تخار ولایت‎) je provincie na severu Afghánistánu. Provincie vznikla v roce 1964 rozdělením bývalé provincie Qataghán na Tachár, Kundúz a Baghlán. Hlavními etnickými skupinami obývající tuto provincii jsou Uzbeci, Tádžikové, Paštúni a Hazárové. Nejužívanějším jazykem je Darí Hlavním městem je Talokán. Do roku 2001 byla provincie součástí území ovládaného Severní aliancí, kde byl 9. září téhož roku spáchán atentát na velitele Ahmada Šáha Masúda.

## Hospodářství
V provincii se nachází velké množství solných dolů. V nedávné době byly objeveny zásoby stříbra a zlata. Dále je provincie známa výrobou koberců.